# Hymenoloma
Hymenoloma, rod pravih mahovina smješten u vlastitu porodicu Hymenolomataceae, danas jedina u redu Scouleriales. Rod je opisan još 1905. a u njega je uključena patagonska vrsta H. nordenskjoeldii. 
Ispitavanja 2016. godine svrtstala su rod Hymenoloma u red Scouleriales, kojemu su pripadale dvije monogeneričke porodice, to su Scouleriaceae, s uglavnom vodenim biljem i Drummondiaceae s uglavnom epifitskim vrstama. Kako rodu Hymenoloma pripadaju poglavito epilitske vrste, smještene su u zasebnu porodicu Hymenolomataceae.

## Vrste
1. Hymenoloma alpinum (Mitt.) Ochyra
2. Hymenoloma antarcticum (Müll. Hal.) Ochyra
3. Hymenoloma austrocrispulum (Müll. Hal.) Ochyra
4. Hymenoloma brevifolium (Dixon & Herzog) Ochyra
5. Hymenoloma brevipes (Müll. Hal.) Ochyra
6. Hymenoloma brevisetum (Cardot) Ochyra
7. Hymenoloma compactum (Schwägr.) Ochyra
8. Hymenoloma conterminum (Renauld & Cardot) Ochyra
9. Hymenoloma crispulum (Hedw.) Ochyra
10. Hymenoloma dryptodontoides (Müll. Hal.) Ochyra
11. Hymenoloma funiculipes (Cardot & Broth.) Ochyra
12. Hymenoloma grimmiaceum (Müll. Hal.) Ochyra
13. Hymenoloma immersum (Broth.) Broth.
14. Hymenoloma indicum (Wilson) Ochyra
15. Hymenoloma insulare (Mitt.) Ochyra
16. Hymenoloma intermedium (Dixon) Broth.
17. Hymenoloma jugelliferum (Dusén) Ochyra
18. Hymenoloma macrosporum (Reimers) Ochyra
19. Hymenoloma mulahaceni (Höhn.) Ochyra
20. Hymenoloma nordenskjoeldii Dusén
21. Hymenoloma subglobosum Herzog
22. Hymenoloma subinclinatum (Müll. Hal.) Ochyra
23. Hymenoloma subtortifolium (Broth.) Ochyra
24. Hymenoloma tortifolium (Hook. f. & Wilson) Ochyra
25. Hymenoloma turpe (Cardot) Cardot & Broth.